# Teorema di Linnik
In teoria dei numeri, il teorema di Linnik risponde ad una domanda naturale dopo il teorema di Dirichlet. Esso afferma che, se indichiamo con p(a,d) il più piccolo numero primo nella progressione aritmetica {a + nd}, per n intero positivo, dove a e d sono interi coprimi assegnati tali che 1 ≤ a ≤ d, allora esistono costanti positive c ed L tali che:
{\displaystyle p(a,d)<cd^{L}.}
Il teorema prende il nome di Yuri Vladimirovich Linnik (1915-1972) che lo dimostrò nel 1944.
Dal 1992 sappiamo che la costante di Linnik L ≤ 5,5 ma possiamo prendere L = 2 per quasi tutti gli interi d. Inoltre si congettura che:
{\displaystyle p(a,d)<2d\ln ^{2}d.}